# Pär Zetterberg
Pär Zetterberg (kiejtés: [ˈpæː ˈʂɛttɛrˈbærj]; Falkenberg, 1970. október 14. –) válogatott svéd labdarúgó, középpályás.
1997-ben elnyerte az év svéd labdarúgója címet.

## Sikerei, díjai
Anderlecht
- Belga bajnokság (Jupiler League)
  - bajnok: 1993–94, 1994–95, 1999–00, 2003–04, 2005–06
- Belga kupa
  - győztes: 1994

 Olimbiakósz
- Görög bajnokság
  - bajnok: 2000–01, 2001–02, 2002–03